# 凱爾特神話

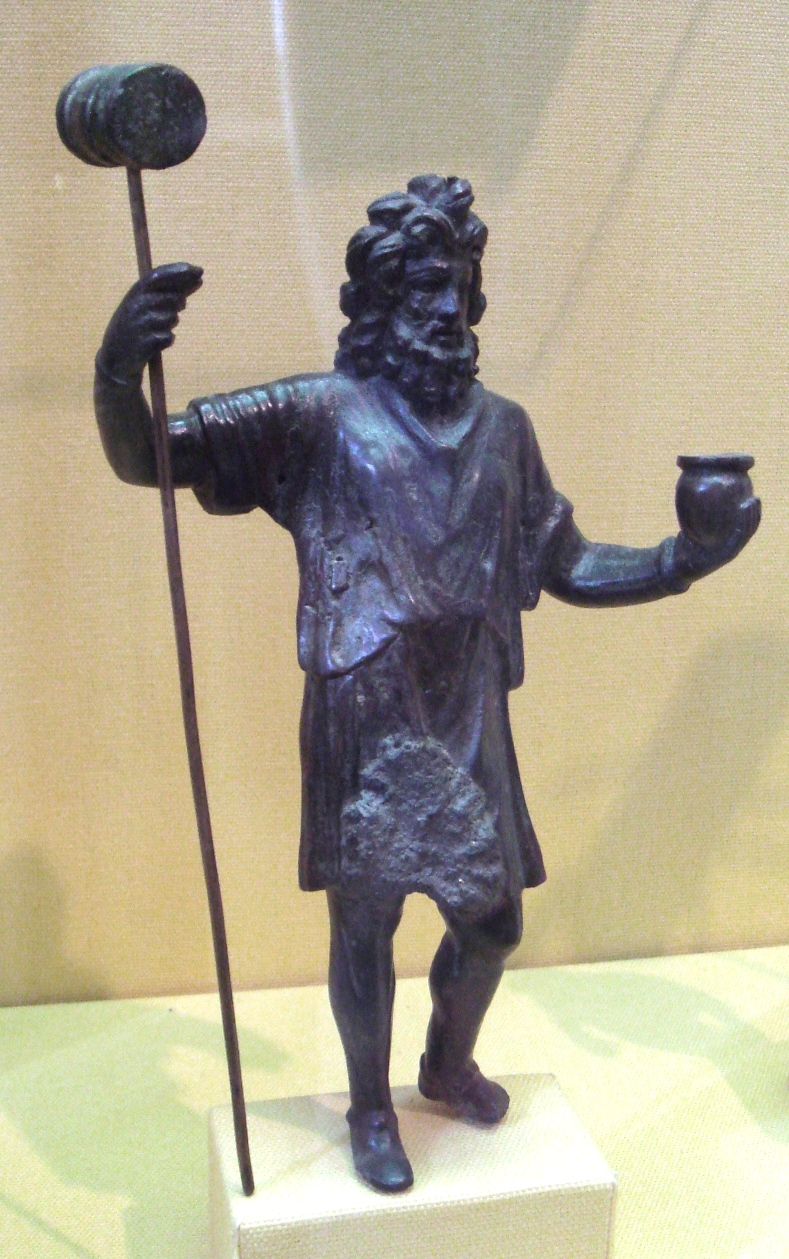
凯尔特神苏克鲁斯。

凱爾特神話（Celtic mythology），是不列顛群島地區（包括愛爾蘭、威爾斯）特有的一個神話體系。其主要來自於鐵器時代時候的宗教信仰。如同其他鐵器時代的歐洲人，早期的凱爾特人在宗教上同樣屬於多神崇拜，即德魯伊教。在凱爾特人與羅馬帝國接觸之後，他們（其他尚有高卢人、凱爾特伊比利亞人）的多神崇拜信仰不被羅馬人所接受，部分人在羅馬帝國的統治之下接受並成為了基督徒。未被羅馬統治的凱爾特人，也漸改宗基督教但曾一度有獨立的教會，到中世紀的後期漸被天主教所同化和吸收。

## 來源
凱爾特人喜歡對話，尊崇能言雄辯者，凱爾特人選擇不以文字記錄故事傳說、尊奉語言的力量為神聖，除了獨佔知識、提高自身地位等目的以外，也是因為純粹的宗教神祕主義使然。然則，這卻也使得凱爾特人的重要傳說隨著他們的語言漸漸消失。

## 凱爾特文明
當高盧與不列顛爆發激烈衝突的同時，愛爾蘭卻全未受到他國攻擊，得以發展出獨特的社會制度，當時愛爾蘭呈現由小規模的諸王國，與名為「托亞」（Tua）的諸部族雜處並立的社會，各方勢力時而為奪霸權而相互爭鬥，時而結成同盟。此部族社會又可分成北方的阿爾斯特（Ulster）、西方的康諾特（Connacht）、東方的倫斯特（Leinster）與南方的芒斯特（Munster），據說這四個地區均各有名為「高王」（High King）的王中之王存在。
這個愛爾蘭人社會長期以來鮮有變化，直到西元400年代基督教傳入為止；尤其聖派翠克（西元約387年〜461年）進入愛爾蘭傳教，更使得包括王族在內的眾多愛爾蘭人紛紛改宗基督教。不過，愛爾蘭還是在基督教價值觀的架構之下，保留了許多愛爾蘭傳統；同時他們在藝術方面亦有獨特發展，創造出大量珍貴的詩歌、藝術品。這些原始凱爾特人的遺產，也正是今日藉以研究凱爾特諸神祇的貴重資料。

### 愛爾蘭神話

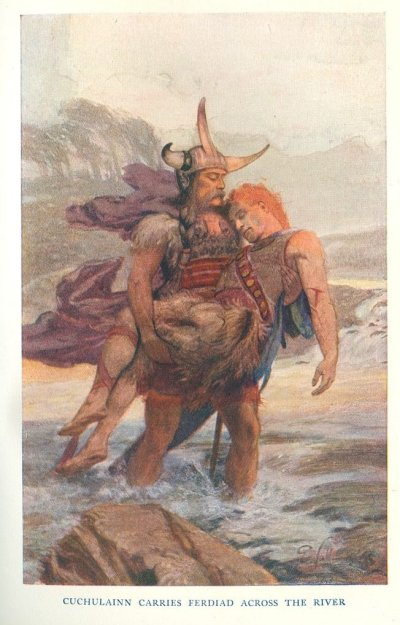
库胡林携带弗迪亞德过河

現在稱作「凱爾特神話」的故事大多是指愛爾蘭的神話，主要是6世紀起基督教浸透愛爾蘭全島以後，修道士們在宣揚基督教的同時，還從職業詩人、甚至是農民那兒蒐集了口耳相傳的神話與傳說加以研究，並且以拉丁文記錄下來，然而愛爾蘭神話能以文字形式保存下來，主要是因為以下兩個值得慶幸的理由：
第一，從西元前一世紀開始，無論是侵略大不列顛的共和時代羅馬人，或是羅馬帝國撤退後、從五世紀開始入侵不列顛尼亞的日耳曼系盎格魯薩克遜人，都不曾染指愛爾蘭。
第二，從五世紀初開始在愛爾蘭傳教的基督教修道士們，不但未遭遇其他地區常見的「與土著發生信仰衝突」（愛爾蘭沒有出現殉教者），還將愛爾蘭的古老神話或傳說融入基督教中。

## 主要神列表

### 古代的凱爾特神
- 马特瑞斯（Matres、Matrones）

三位一體的植物神與地母神。
- 科尔努诺斯（Cernunnos）

狩猎神、多產神、萬獸之王、國家神及冥神，在古代不列顛地區受人崇拜。
- 苏克鲁斯（Sucellus）

酒神、农业之神、森林之神
- 塔拉尼斯（Taranis）

雷神

### 其他的神

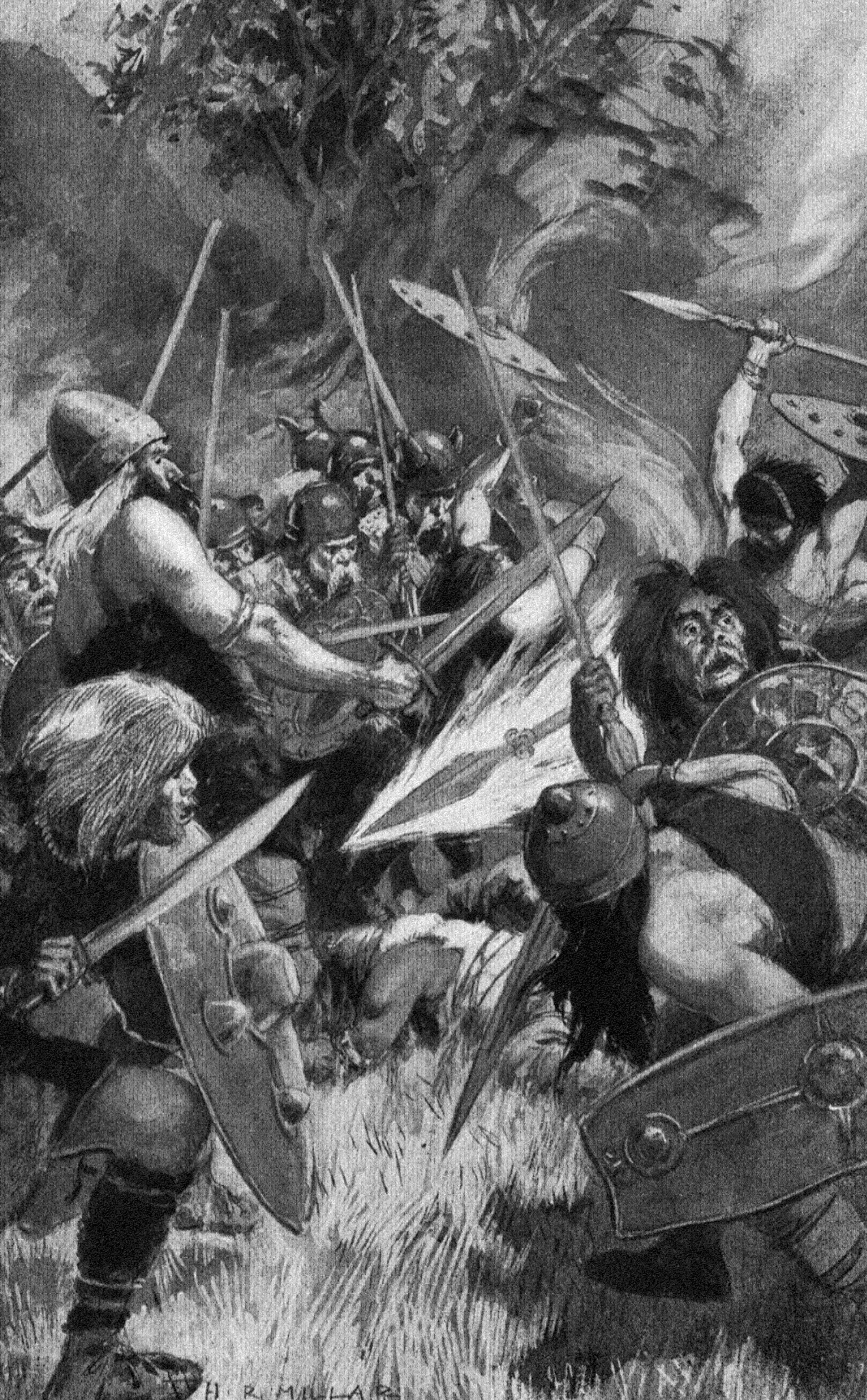
“光之神鲁格·麦克·埃索伦的神矛”，H. R.米勒插图。

### 愛爾蘭神話
- 摩莉甘（The Mórrígan）

摩莉甘是古代凱爾特－愛爾蘭三位一體的女戰神。她的集合體被稱為「摩莉甘」。可是她的神性與下列三尊也有關係，妮潘（Nemhain）、馬夏（Macha）和芭德布（Badb）。
- 芭德布（Badb）

或譯作「芭茲芙」，是愛爾蘭的女戰神，別名「黑烏鴉」、「冠鴉」，外型是隻黑鳥，戰鬥時用尖銳叫聲喚起戰士們的亢奮狀態。
愛爾蘭人稱戰場為「芭德布之地」。
- 梅芙（Madb）

愛爾蘭的大地女神及多產神。
- 鲁格（Lugh）

太陽神，达努神族的领袖
- 努亞達（Nuadha）

戰神，前达努神族的领袖

### 威爾斯的神

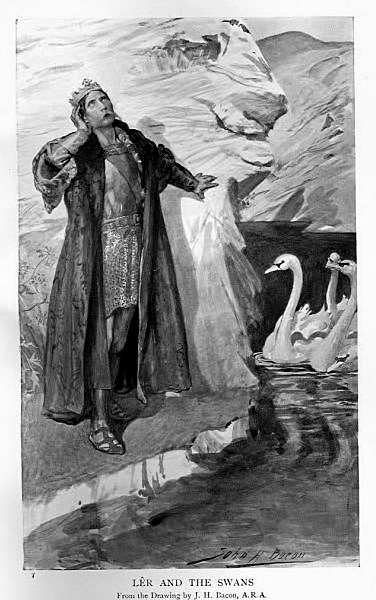
莱儿和天鹅，H. R.米勒插图。

- 里安農（Rhiannon）

威爾斯的牝馬神，也相當於高盧（或羅馬）的艾波娜。

### 高盧的神
- 尼米多娜（Nemetona）

高盧女戰神。
- 艾波娜（Epona）

高盧的馬神、騎士守護神和多產神。

## 凱爾特宗教的禮俗
习惯生祭。凯尔特人认为举行活祭祀会令土地肥沃。通常以少女为大祭司，手持着金镰刀砍下的槲寄生举行仪式。